# Xanthosoma paradoxum
Xanthosoma paradoxum är en kallaväxtart som först beskrevs av Josef Bogner och Simon Joseph Mayo, och fick sitt nu gällande namn av Josef Bogner. Xanthosoma paradoxum ingår i släktet Xanthosoma och familjen kallaväxter.
Artens utbredningsområde är Colombia. Inga underarter finns listade.